# Sampaloc (Manila)
Sampaloc è un quartiere della città di Manila. È noto come la "cinta universitaria" di Metro Manila per via delle numerose università di rilievo presenti nel luogo. Tra i noti istituti locati a Sampaloc vi sono: l'Università di Santo Tomás (edificata nel 1611 e spostata a Sampaloc nel 1927), nata dal lungo periodo di colonizzazione spagnolo; la Far Eastern University, nota per il suo campus in stile art déco divenuto patrimonio culturale del paese; la University of the East, un tempo nota come l'ateneo più grande d'Asia.
Il distretto confina con i quartieri di Quiapo e San Miguel a Sud, Santa Mesa a sud-est, Santa Cruz a nord-ovest e con la città di Quezon a nord-est.
Oltre ad essere noto per i numerosi atenei presenti sul suo territorio, il quartiere di Sampaloc è conosciuto anche per il mercato dei fiori di Dangwa, locato a Dimasalang Road e celebre per le numerose varietà di piante offerte, la maggior parte delle quali provenienti dalla città di Baguio. Nel distretto è inoltre presente una vecchia mansione coloniale, oggi chiamata Windsor Inn e popolare fra i turisti.
I baranggay 395-636 di Manila erano compresi nel quartiere di Sampaloc ed includono un totale di 241 unità. Tuttavia i baranggay 587-636 entrarono a far parte del quartiere di Santa Mesa, in seguito alla sua separazione dal distretto di Sampaloc nel 1911. Oggi Santa Mesa è parte del sesto distretto legislativo di Manila, mentre Sampaloc è l'unico quartiere comprendente il quarto distretto della città.